# 飛比價格
飛比價格 (Feebee) 創立於 2013 年，是一個線上購物商品搜尋引擎服務，總部位於台灣台北，為第一網站股份有限公司旗下主要營運事業之一。
飛比價格彙整台灣各大電子商務網站上的商品資訊，提供使用者透過搜尋引擎對同一商品進行價格比較與商品資訊揭露，並將使用者引導至電商，以進行交易。

## 歷史
飛比價格定位為購物搜尋引擎，在 2013 年首先推出網站，於 2017 年在 Alexa Internet 上台灣熱門網站統計為第 31 名，為台灣的價格網站，並且以成為最大購物入口網站為目標。
2015 年比價導購服務走向多平台，陸續推出包含 iOS 版 與 Android 版的飛比價格 App，以及飛比購物幫手(瀏覽器擴充功能)。
在品牌代言部分，2019 年開始與五月天樂團推出聯名活動，2021 年開始與告五人樂團推出聯名活動。
2021 年，Yahoo奇摩拍賣導入飛比價格比價功能，海納全台上億網購商品比價資料。